# Bayanosee
Der Bayanosee (spanisch lago Bayano) ist ein Stausee im östlichen Teil der Provinz Panamá in Panama.
Er wurde 1976 bei dem Bau des Bayano-Dammes aufgestaut. Er ist mit einer Fläche von 353 km² der flächenmäßig zweitgrößte See in Panama und wird nur durch den Gatunsee übertroffen.

## Beschreibung
Der See wurde nach Bayano, dem Anführer des größten Sklavenaufstandes im 16. Jahrhundert in Panama, benannt. Sein Zufluss ist der Río Bayano, und der Abfluss der Río Chepo, diese beiden Flüsse waren vor der Aufstauung ein Fluss und wurden erst durch das Aufstauen getrennt. Südlich des Sees sind die Höhlen von Bayano gelegen.

## Ökologie
Für die Aufstauung wurden die Kuna-Indianer, die zuvor in der Region ansässig waren, in andere Gebiete zwangsumgesiedelt, und verloren viel ihrer Identität sowie ihre Jagdgründe. Vor der Aufstauung war das Überflutungsgebiet nicht gerodet worden, sodass der Stausee bei der Verfaulung aller enthaltenen Biomasse sofort zu einem hypertrophen Gewässer umkippte. Unmittelbar nach der Aufstauung wurde (offiziell) ein Naturschutzgebiet um den See eingerichtet und 15 Kilometer um den Gewässerrand ein absolutes Jagdverbot (mit Ausnahmen für Indianer) erlassen.